# Kodeks 068
Kodeks 068 (Gregory-Aland no. 068), ε 3 (von Soden) – grecki kodeks uncjalny Nowego Testamentu, paleograficznie datowany na V wiek. Obecnie przechowywany jest w Bibliotece Brytyjskiej (Add. 17136), w Londynie.

## Opis
Kodeks stanowiony jest przez 2 pergaminowe karty (26 na 24 cm), z tekstem Ewangelii Jana 13,16-27; 16,7-19. Karty zachowały się we fragmentarycznym stanie. Tekst pisany jest w dwóch kolumnach na stronę, 18 linijek w kolumnie, wielką uncjałą. Interpunkcja jest rzadko stosowana. Zawiera podział na Sekcje Ammoniusza, Kanonów Euzebiusza brak.
Zawiera
Jan 13,16-17.19-20.23-24.26-27; 16,7-9.12-13.15-16.18-19
Jest podwójnym palimpsestem, to znaczy tekst biblijny został nadpisany dwukrotnie, raz w IX wieku, a po raz drugi w X lub XI wieku. Oba górne teksty pisane są w języku syryjskim, zawierają hymny Severusa.

## Tekst
Grecki tekst kodeksu przekazuje tekst mieszany. Kurt Aland zaklasyfikował go do kategorii III.
| Jan 16:7-15 | |
| [πεμ]ψω αυτον [προ]ς υμας [και ελθ]ων εκει [νος] ελεγξει τον [κοσ]μον περι [αμαρ]τιας και [περ]ι δικαιοσυ νης και περι κρεισεως | ετι πολλα εχω λε γειν υμιν αλλ ου δυνασθαι βαστα ζειν αρτι οταν δε ελθη εκεινος το πνα της αλη θειας οδηγησει υμας εις πασαν την αληθειαν |

| Jan 16:15-19 | |
| Δια τουτο ειπον οτι εκ του εμου λαμβανει και α ναγγελει υμιν μεικρον και ουκ ετι θεωρειτε με και παλιν μεικρο και οψεσθαι με οτι υπαγω προς | τουτο [τι εστι] ο λεγει [το μικρο] ουκ οιδα[μεν τι] λαλει Εγνω [ο ις οτι η] θελον [αυτον ε] ρωταν και [ειπεν] αυτοις περι [του] του ζητειτε |

## Historia
Rękopis został znaleziony w 1847 roku w klasztorze na Pustyni Nitryjskiej i przywieziony do Londynu. Obecnie przechowywany w British Library.